# Scheintür des Heneni
Die Scheintür des Heneni aus dem Alten Reich (späte 6. Dynastie, um 2250 v. Chr.) gehört zur ägyptischen Sammlung des Roemer- und Pelizaeus-Museum Hildesheim.

## Herkunft, Größe und Erhaltungszustand
Die Scheintür des Heneni wurde 1929 im Ostteil des Südfriedhofes der Nekropole von Gizeh unter der Leitung von Hermann Junker ausgegraben (Grab Nr. GVIII S). Die Mastaba des Heneni besitzt drei Grabschächte. Die Scheintür gehörte vermutlich zu dem nördlichsten und ältesten der drei. Sie lag nach vorne gekippt vor dem Schacht (S319); die Steinplatte, die als Fundament für die Scheintür gesetzt war, befand sich noch in situ am südlichen Ende der Ostmauer, so dass der ursprüngliche Aufstellungsort gesichert scheint. Wilhelm Pelizaeus erwarb diese Scheintür 1929 und übereignete sie im gleichen Jahr seiner Heimatstadt Hildesheim. Die Scheintür ist aus Nummulitkalkstein (Nummuliten) gearbeitet und hat eine Höhe von 169,5 cm, ist 95 cm breit und hat eine Tiefe von 14 cm. Die Reliefs sind versenkt gearbeitet und teilweise unvollständig. Die Oberfläche der Scheintür weist zahlreiche Materialabsplitterungen auf, vor allem in den Randzonen und im unteren Teil der Scheintür. In der oberen linken Ecke ist ein Stück weggebrochen.

## Bedeutung und Beschreibung
Die Mastaba des Heneni besaß keine Kultkammer, sondern nur diese Scheintür als Kultstelle. Die hochrechteckige Scheintür ist aus einem einzigen Block aufwändig gearbeitet und weist insgesamt drei Türrahmungen auf. Der innere Türrahmen fasst die Türöffnung mit der aufgerollten Matte ein. Der mittlere Rahmen, der die innere Tür und die Opfertafel mit der Speiseszene umgibt, wird von einem Rundstab mit Flechtmuster begrenzt und von einer Hohlkehle bekrönt, so dass sie wie eine Kapelle wirkt. Diese kapellenartige Struktur wird dann noch durch einen äußeren Rahmen verstärkt. Mit der Einfassung der eigentlichen Scheintür durch Rundstäbe und dem oberen Abschluss durch eine Hohlkehle stellt diese Opferstelle einen ungewöhnlichen und seltenen Typus dar.

Alle Rahmungselemente sind mit Inschriften versehen. Die Darstellungen des nach innen schreitenden Grabherrn an ihrem Ende, also unten auf jedem Türrahmen, wirken wie abschließende Hieroglyphenzeichen. Heneni trägt eine lange Perücke bzw. eine Kurzhaarfrisur. Die Rangtitel des Grabinhabers weisen ihn als Vertreter der mittleren Beamtenschaft aus. Auf dem Innenpfosten hängen seine Arme am Körper herab, auf dem mittleren hält er einen Medu-Würdenstab und ein Sechem-Szepter und auf dem äußeren stützt er sich nur auf den Würdenstab. Auf dem linken Außenpfosten ist er als wohlgenährter alterstypischer Beamter dargestellt. Auf dem inneren Türsturz steht der Name Heneni mit seinem wichtigsten Rangtitel „Einziger Freund“. Auf den Innenpfosten findet sich noch der Amtstitel „Vorsteher des Eingangsbereiches der beiden Verwaltungen“. Die Inschriften auf den mittleren Türpfosten sind vollkommen spiegelsymmetrisch angeordnet. Die Titel des Grabherrn „Persönlicher Aktenschreiber des Königs, Aufseher der Gerichtsschreiber, Verwalter des Grenzbezirke, der versorgte Heneni“ stehen auf dem Mittelpfosten. Auf dem rechten mittleren Pfosten hat sich im ersten Teil eine Verschreibung eingeschlichen, so dass der Name richtungsverkehrt dargestellt ist. 

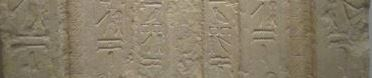
Schreibfehler auf der Scheintür

 Auf der Abschlussleiste der Hohlkehle über dem mittleren Türrahmen werden die Titel „Gutsverwalter, einziger Freund, Vorlesepriester, Vorsteher des Eingangsbereiches der beiden Häuser und Kämmerer des Königs Heneni“ genannt. Zwei der üblichen Opfergebete an Anubis und Osiris befinden sich auf dem oberen Architrav und dem Balken über der Speisetischszene.